# Cyclotoma undecimnotata
Cyclotoma undecimnotata là một loài bọ cánh cứng trong họ Endomychidae. Loài này được Frivaldszky miêu tả khoa học năm 1883.